# 須藤謙
須藤 謙（すどう けん、6月18日 - ）は、日本の漫画家。東京都出身。
4コマ漫画では新徳一人、ストーリー漫画では須藤謙とペンネームをそれぞれ使い分けていたが、途中で「須藤謙」に統一した。

## 経歴
1989年デビュー。

## 作品リスト

### 須藤謙名義
- 『キミにハード・オン』- 「アクションピザッツ」(双葉社)
- 『猫島探偵局　沙弥加さん』 - 「アクションピザッツ」（同上）
- 『ふに2にゃん2』[1] - 「アクションピザッツ」（同上、1999年12月17日号）
- 『MIKAKOラヴァーズ』 - ヤングキング増刊「コミックピアス」(1999年、少年画報社、未完結作品)
- 『SEEK!』 - 「みこすり半劇場」（ぶんか社、1996年7月11日号 - ）
  - ドSな男子高校生・孝志とその家族に調教される年上の彼女・絵美香が織りなす、SMを題材とした4コマ漫画。この作品より新徳一人から須藤謙に統一された。
- 『人妻探偵 黒沢瞳』 - 「別冊本当にあったHな話」（ぶんか社、2009年12月号 - 2010年11月号）、「漫画大激闘」（楽楽出版、創刊号 - 3号）
- 『彼女の秘密』 - 「みこすり半劇場　巨乳ちゃん」(ぶんか社)
- 『change』
- 『妹カノ〜妹で従姉妹で俺のカノジョで〜』 - 「コミックみるくぷりん」（松文館）
- 『豪華客船でイク！婚活ＯＬ淫獄クルーズ～玉の輿に乗りたきゃ、いうことを聞け！～』
- 『サクラすたでぃー』 - 「COMICバズーカヴィーナス」(2003年、辰巳出版)
- 『女装メイド』（松文館）
- 『いもうと絶頂白書』（松文館）

### 新徳一人、新徳かずと名義
- 『あっぱれ倶楽部』 -「みこすり半劇場」(日本文華社→ぶんか社、1991年[注釈 1]-1992年)
- 『ボツにするならしろ!』 - 「みこすり半劇場」（ぶんか社、1992年-1995年10月12日号）
  - 現役女子高生漫画家「満子」とアシスタント兼セフレの「豊」、満子を「お姉様」と慕って性的関係に持っていこうとするドMな後輩「絵美」が織りなすエロ系4コマ。
- 『添い寝しようよ!』 - 「みこすり半劇場」(ぶんか社、1995年-1996年)